# Satjadžit Ráj
Satjadžit Ráj (bengálsky সত্যজিৎ রায়, anglicky Satyajit Ray; 2. května 1921 Kalkata – 23. dubna 1992 tamtéž) byl indický filmový režisér, scenárista, spisovatel, ilustrátor a hudební skladatel. Jeho prvním filmem byl Žalozpěv stezky z roku 1955, za něj získal cenu za humánní dokument na festivalu v Cannes. V roce 1957 získalo Zlatého lva za nejlepší film i cenu FIPRESCI na festivalu v Benátkách jeho drama Nezdolný. Cenu FIPRESCI zde získal i v roce 1972 za sociálně kritické drama Seemabaddha. Roku 1982 mu v Benátkách udělili Zlatého lva za celoživotní dílo. Úspěchy sklízel na i na Berlinale. Roku 1964 zde získal Stříbrného medvěda za nejlepší režii filmu Velkoměsto, stejnou cenu obdržel rok poté za režii Osamělé ženy, další rok přišlo zvláštní uznání za snímek Idol a roku 1973 Zlatý Medvěd za nejlepší film pro jeho snímek Vzdálené hřmení. V letech 1956–1994 dvaatřicetkrát získal indické národní filmové ocenění. V roce 1992 obdržel jako první Ind čestného Oscara.

## Život
Narodil se v bengálské rodině. Byl jedináček, jehož otec zemřel v jeho pouhých dvou letech. Rodina byla umělecky založená, jeho děd i otec byli spisovatelé a ilustrátoři. Rodina navíc žila značně západním způsobem života. Vyrostl v rodné Kalkatě. Střední školu studoval v bengálštině, vysokou, Presidency College, pak v angličtině. Angličtinu ovšem skvěle ovládal již předtím. Krom toho po maturitě ho jeho matka přesvědčila, aby navštěvoval uměleckou školu v Santiniketanu na venkovské univerzitě Rabíndranátha Thákura severozápadně od Kalkaty. Teprve tam poznal tradiční indickou kulturu. Hledání rovnováhy mezi kulturou západní a  východní se později stalo velkým tématem jeho díla.
V roce 1943 začal pracovat v britské reklamní agentuře, po několika letech se stal jejím uměleckým ředitelem. Vedle toho pracoval dle rodinné tradice jako knižní ilustrátor. Mezi knihami, které tehdy ilustroval, byla i kniha Žalozpěv stezky od Bibhuti Bhushan Banarjeea. Již tehdy pochopil, že by byla ideální ke zfilmování. Více se o film začal zajímat ale až ke konci 40. let. V roce 1947 spoluzaložil v Kalkatě filmovou společnost. Roku 1949 ho v jeho filmových ambicích povzbudil francouzský režisér Jean Renoir, který v Bengálsku natáčel film Řeka. Inspirován byl ale více italskými neorealisty, za iniciační později označil zhlédnutí Zloděje kol Vittorio De Sicy. V roce 1952 se konečně dostal k natáčení Žalozpěvu stezky. Projekt platil z vlastních peněz, jen symbolicky přispěla bengálská vláda. Většina štábu neměla naprosto žádné zkušenosti s filmem a všichni pracovali zdarma. Film byl po mnoha obtížích dokončen za dva a půl roku, v roce 1955. Ohlas diváků byl mimořádný, ocenění v Cannes pak z Ráje přes noc udělalo největší hvězdu rodící se indické kinematografie. Konečně získal prostředky a dotočil další dva filmy (1956, 1959), které vytvářejí se Žalozpěvem stezky trilogii. Hrdinou všech tří filmů je chudý syn bráhmanského kněze Apu. Jeho život začíná v malé vesnici, ale posléze se přesouvá do Kalkaty, kde ho stále více mění západní vlivy. Odmítne se stát venkovským knězem jako jeho otec a sní o tom, že bude romanopiscem. Konflikt mezi tradicí a moderností, východem a západem, je velkým tématem všech tří filmů, které jsou zároveň velkou kronikou života Indie v první polovině 20. století.
V dalších filmech již však Ráj opustil klasické realistické vyprávění a více se soustředil na psychologii. Vždy se odmítal opakovat, takže jeho dílo je pestré, obsahuje mnoho žánrů, prostředí a filmy se odehrávají v různých dobách. Jen lokace se opakuje velmi často, a to Kalkata. Některé z nejlepších Rájových filmů jsou adaptacemi textů Rabíndranátha Thákura, kterého Ráj velmi obdivoval a v roce 1961 o něm natočil i dokumentární film. Nejoceňovanější thákurovskou adaptací se stala Osamělá žena (1964). Historickým dramatem pak Vzdálené hřmění z roku 1973, kde se Ráj zabýval bengálským hladomorem z let 1943–1944. Jeho neoblíbenější lidovou komedií se stal snímek Kámen mudrců z roku 1957.
Souběžně s kariérou filmařskou však dále držel rodovou tradici a psal knihy i je ilustroval. Obnovil i dětský časopis Sandeš, který v roce 1913 založil jeho dědeček. Redigoval ho až do své smrti v roce 1992.
V tomto roce mu byl také udělen, ovšem již posmrtně, řád Bharat Ratna.

## Filmografie
- Žalozpěv stezky (1955)
- Nezdolný (1957)
- Hudební komnata (1958)
- Kámen mudrců (1958)
- Hlas krve (1959)
- Bohyně (1960)
- Tři dcery (1961)
- Abhijaan (1962)
- Kančendženga (1962)
- Velkoměsto (1963)
- Osamělá žena (1964)
- Kapuruš (1965)
- Mahapuruš (1965)
- Idol (1966)
- Čirijachana (1967)
- Goopy Gyne Bagha Byne (1968)
- Indické prázdniny (1970)
- Protivník (1972)
- Seemabaddha (1972)
- Vzdálené hřmení (1973)
- Zlatá pevnost (1974)
- Zprostředkovatel (1976)
- Šachisté (1977)
- Joi Baba Felunath (1978)
- Heerak Rajar Deše (1980)
- Doma a venku (1984)
- Nepřítel lidu (1989)
- Šacha Prošacha (1990)
- Cizinec (1991)